# Historisk fiktion
 Der er for få eller ingen kildehenvisninger i denne artikel, hvilket er et problem. Du kan hjælpe ved at angive troværdige kilder til de påstande, som fremføres i artiklen.

Historisk fiktion er en litterær genre, hvor handlingen foregår i en historisk periode i fortiden. Historisk fiktion kan være et tvetydigt term: Ofte bruges det som synonym for historiske romaner; men betegnelsen kan bruges om andre typer formidling som eksempelvis scenekunst og billedkunst som teater, opera, film, fjernsyn, tegneserie og graphic novels.
Et essentielt element i historisk fiktion er, at den foregår i fortiden, og ofte giver detaljerede beskrivelser af sociale forhold, levemåder, talemåder og andre detaljer fra perioden. Forfattere benytter også ofte muligheden for at udforske historiske personer fra disse perioder, hvilket gør det muligt for læseren bedre at kunne forstå, hvordan disse personer kan have ageret i forhold til deres omgivelser. Nogle undergenrer, som alternativ historie eller historisk fantasy, indbefatter spekulative eller ahistoriske elementer i deres fortællinger.
Historisk fiktion bliver nogle gange kritiseret for manglende autenticitet som følge af receptionsæstetik eller almindelige forestillinger om den historisk periode, og dermed detaljernes korrekthed. Spændinger mellem historisk autenticitet eller historicity og fiktion er ofte en pointe i kommentarer fra læsere og nogle kritikere, mens boganmeldere typisk bevæger sig ud over dette, og i stedet undersøger genren i forhold til tematikker og kritisk interesse.
Historisk fiktion er en moderne vestlig litterær genre, der stammer fra begyndelsen af 1800-tallet, hvor Sir Walter Scott og flere af de samtidige forfattere som bl.a. franskmanden Honoré de Balzac, amerikaneren James Fenimore Cooper og den senere russer Leo Tolstoy udgav flere af de første værker inden for historisk fiktion. Blandingen af historisk og fiktive elementer har dog længe eksisteret inden for litteratur i de fleste kulturer. Både vestlige traditioner (samt klassisk græsk og romersk litteratur) samt østlig litteratur i form af mund-til-mund-fortællinger og folkesagn har elementer af dette.
Blandt kendte eksempler på historisk fiktion er Irving Stones romaner om kunstnere, Walter Scotts Ivanhoe, Mark Twains Prinsen og tiggerdrengen, James Fenimore Coopers romaner fra nybyggertiden, Umberto Ecos Rosens navn og Bernard Cornwell.
Blandt danske forfattere, som skriver eller har skrevet historiske romaner er B.S. Ingemann, Thit Jensen, Lars-Henrik Olsen, Kåre Johannessen, Susanne Clod Pedersen, Maria Helleberg og Martin Jensen.